# Portret Vincentia Anastagiego
Portret Vincentia Anastagiego – obraz hiszpańskiego malarza pochodzenia greckiego Dominikosa Theotokopulosa, znanego jako El Greco.
Portret przedstawia Vincentia Anastatiego, kawalera maltańskiego i dowódcy Zamku Świętego Anioła. Mężczyzna ubrany jest w zbroję i aksamitne spodnie oraz wysokie białe skarpety. Obraz ma cechy typowe dla stylu Tycjana (twarz i draperia za modelem) jednakże El Greco wykorzystał również znajomość malarstwa flamandzkiego i jego zamiłowania do szczegółowego przedstawiania detali. Widać to w odtworzeniu zbroi i refleksów świetlnych na niej oraz w hełmie leżącym oddzielnie na podłodze. Na wysokim kunszcie w portretowaniu El Greca wzorował się późniejszy mistrz malarstwa Diego Velázquez, u zbiorów którego znajdowały się trzy inne portrety autorstwa hiszpańskiego artysty.
Na ścianie z prawej strony widoczny jest podpis artysty i tytuł obrazu.

## Proweniencja
Obraz znajduje się w kolekcji Frick Collection. Wcześniej znajdował się w kolekcjach: William. Conynghama; sprzedany 9 czerwca 1849 roku na aukcji Christie’s zakupiony przez H. Farrer; Henry Labouchere, Stoke, 1850; Stanley Labouchere; kupiony od Labouchere’a w 1913 roku przez Colnaghi & Knoedler; Frick Collection od 1913.